# やよい食堂
やよい食堂（やよいしょくどう）は、千葉県野田市に存在した大衆食堂である。

## 沿革
1926年（大正15年）創業。店内には4人がけのテーブル6台と座敷を備え、カレーライス・チャーハン・カツ丼などを提供する一般的な大衆食堂であるが料理が極端な大盛りであることからマスコミに取り上げられることも多く、大盛り愛好家の間では東の聖地と称された。
並であっても他店であれば大盛りに相当する分量が供される。大盛りではさらに分量が多く、カレーライスではどんぶり3杯分約2kgの米飯を山盛りにした上にルーがかけられるため喫食中にトレイにこぼれ落ちていく状況が常であったほか、チャーハンでも約2kgの米飯を皿端ぎりぎりまで盛り付けた。このため土日の米消費量は360合に及んでおり、店主によれば大盛りを始めたのは1990年頃からのことで顧客の要望に応じ続けていた結果だという。
2016年に無期限休業状態となり、2017年4月頃に正式閉店した。なお、跡地は解体されておらず、2022年1月時点においても現存しているのがGoogle マップにて確認されている。